# Gamasomorpha rufa
Gamasomorpha rufa là một loài nhện trong họ Oonopidae.
Loài này thuộc chi Gamasomorpha. Gamasomorpha rufa được Richard C. Banks miêu tả năm 1898.